# Haze (rappeur espagnol)
Pour les articles homonymes, voir Haze.
Haze, de son vrai nom Sergio López, né à Séville, est un rappeur espagnol. Mélangeant hip-hop, flamenco et reggaeton, ses albums abordent notamment les thèmes de la violence faite aux femmes, des injustices sociales, de la banlieue espagnole et ses canis (expression espagnole signifiant délinquants).

## Biographie
Sergi grandit dans le quartier populaire de Séville de Los Pájaritos. À la fin de 2003, il publie sa première maquette, Crónicas del Barrio,. Avec obstination, il distribue sa maquette dans Séville et ses environs. Haze se convertit en phénomène en l'espace de quelques mois dans le milieu du hip-hop espagnol. La maquette, qui a circulé de mains en mains et qui s'est fait une publicité grâce au bouche à oreille, est appelé le top manta (expression désignant la vente illégale de CD et de DVD non originaux dans la rue, sur une simple couverture). C'était la première fois qu'une maquette autoproduite d'un artiste arrivait aux mains du marché du disque et du DVD pirates, une activité illégale assez répandue en Espagne. Les vendeurs, toujours à l'affût des désirs des clients, avaient inclus la maquette dans leur catalogue, comme n'importe quel disque d'un artiste de renom.
En quelques mois, les grandes maisons de disques se rendent compte du succès de El Haze à Séville. Universal Music est la première compagnie à signer un contrat au rappeur. Crónicas del Barrio, nom du premier disque de El Haze, est publié en mai 2004. Haze obtient le prix dans la catégorie du meilleur album de hip-hop en 2004.
Il participe également à la bande originale du film 7 Vírgenes d'Alberto Rodriguez en interprétant le thème principal. Son nouvel album inclut le titre Gasolina sangre y fuego inclut dans la bande originale Yo soy la Juani, le nouveau film du cinéaste espagnol Bigas Luna dans lequel El Haze joue un rôle.
El Precio de la fama est le second album de Haze, publié en 2006 et qui mélange rap et flamenco. Cet album est actuellement disque d'or en Espagne avec 40 000 exemplaires vendus, et qui a été réédité en février 2007 avec un DVD. Il sort en juin 2008 un nouvel album intitulé 3er round.
En 2013 et 2014 sort les singles Lucha et Mi gitana. En 2015, il annonce sur Twitter, la sortie d'un nouvel album d'ici le 22 janvier 2015.

## Discographie
- 2003 : Crónicas del Barrio

1. Intro
2. El Bola
3. El Case (Vida y Obra)
4. ¡Qué De Personaje!
5. Superestrella (avec Aqeel)
6. Mi Flamenquito
7. Elige Tu Camino
8. Oro Blanco
9. Pa' Ti, Cariño
10. El Alemán y El Peluca
11. Satisfucktion (avec Mc Randy)
12. El Pueblo Somo Nosotro (Ratones Coloraos)
13. Un Poco de Estilo
14. Injusticia (avec Aqeel)
15. Outro
16. El Bola Versus Kimik
17. El Bola Maqueta (Hidden Track)

- 2005 : Crónicas del Barrio (re-edición

1. Mi alma (no quiere dinero) avec Andy y Lucas
2. Skit 1
3. ¡Qué de personaje! (avec El Arrebato)
4. Skit 2
5. La Potenzia Pa tu carro
6. 7 Vírgenes (chanson du film 7 Vírgenes)
7. El Bola
8. El Case
9. Superestrella
10. Mi flamenquit
11. Pa ti, cariño
12. Oro blanco
13. Satisfuncktion
14. Un poco de estilo
15. Injusticia

- 2006 : El Precio de la fama

1. Intro (avec Juan José Ballesta)
2. El precio de la fama (avec Noe, de Dlux)
3. Rompe tu silencio
4. Gasolina, sangre y fuego (B.S.O. Yo soy la Juani)
5. Te echo de menos
6. Siéntelo (avec All Day)
7. El estrecho y…
8. La valla de la muerte (avec Pitingo)
9. Abusos de autoridad (avec GordoMaster)
10. Mi luna (avec Dlux)
11. Dale vó
12. Como podría ser más rico (avec Moi)
13. En el patio…
14. Libertá (avec Berbardo Vazquez)
15. Ibiza tunea (avec Jesús Carroza)
16. La calle me llama (avec La Jaula)
17. Diario de una madre
18. Si un niño se pierde
19. Outro
20. Mientras los barrios duermen

- 2008 : Tercer round

1. Intro
2. Haze 4 Life
3. Te estoy amando
4. En El Club
5. ¿Por qué a mí? (avec Piculabe)
6. Voz de la Calle (avec Estrella)
7. Algún día
8. Sueños
9. 'El Killo (avec La Húngara)
10. … Y Punto
11. Yo Pude, Tú Puedes
12. El lute, libre o muerto (avec José Mercé)
13. Sé lo que hicisteis
14. Poder y respeto
15. Juego de niños (avec Luis Eduardo Aute)
16. Muévelo
17. Creando Imperios (avec Marzok Bangui)
18. Post Moderm

- 2010 : Doctor Haze

1. Doctor Haze
2. Nadie Me Entiende
3. Chico Nike
4. Quiero Ser Feliz
5. Dream Cars
6. Rap Flamenco (avec Canelita)
7. Edad De Oro
8. Galopa (avec Los Chichos)
9. Mi kinta
10. Tú y Yo...Y que le jodan al mundo
11. Madre Amadísima (avec Gala Évora, BSO de Madre Amadísima)